# Le Mans (stad)
Le Mans is een stad in Noordwest-Frankrijk. Het is de hoofdstad van het departement Sarthe. De gemeente telde 145.182 inwoners op 1 januari 2022. De kathedraal van Le Mans behoort tot de voornaamste gotische bouwwerken in Frankrijk. Le Mans is de zetel van het bisdom Le Mans. De stad is internationaal bekend van de 24 uur van Le Mans.

## Geschiedenis
Vindunum of Suindinom (het huidige Le Mans) ontwikkelde zich van een kleine nederzetting tot de hoofdstad van de Gallische stam van de Cenomani. De versterkte plaats werd in 56 v.Chr. gewapenderhand ingenomen door de Romeinen. In de Gallo-Romeinse periode heette de stad Civitas Cenoman(or)um of Cenomanus. Bij de overgang van het Vulgair Latijn naar het Oudfrans veranderde de naam van de stad door dissimilatie in Celmins. Gaandeweg werd het gedeelte cel-, dat in het Oudfrans "dit" of "dat" betekende, vervangen door le. Vandaar de naam Le Mans.
Het Gallo-Romeinse Cenomanus was een bloeiende stad van bijna 80 ha met thermen die door aquaducten van water werd voorzien, een amfitheater en een tempel voor een watergod. In de derde eeuw kromp de stad tot nog maar 20 ha en kreeg ze een ringmuur om haar te beschermen tegen Germaanse invallen. De antieke beschaving leefde voort onder de bisschoppen van Le Mans, zoals de heiligen Julianus en Victor. In de vijfde eeuw werd de stad ingenomen door de Franken onder leiding van Rignomer.
In het Karolingische rijk bleef Le Mans een belangrijke stad als hoofdstad van het graafschap en later het hertogdom Maine. De stad was versterkt om haar te beschermen tegen aanvallen van Bretoenen en Vikingen. Ze werd ingenomen door de Normandiërs en Willem de Veroveraar liet er een burcht bouwen (de donjons de Petit et Grand Barbet).

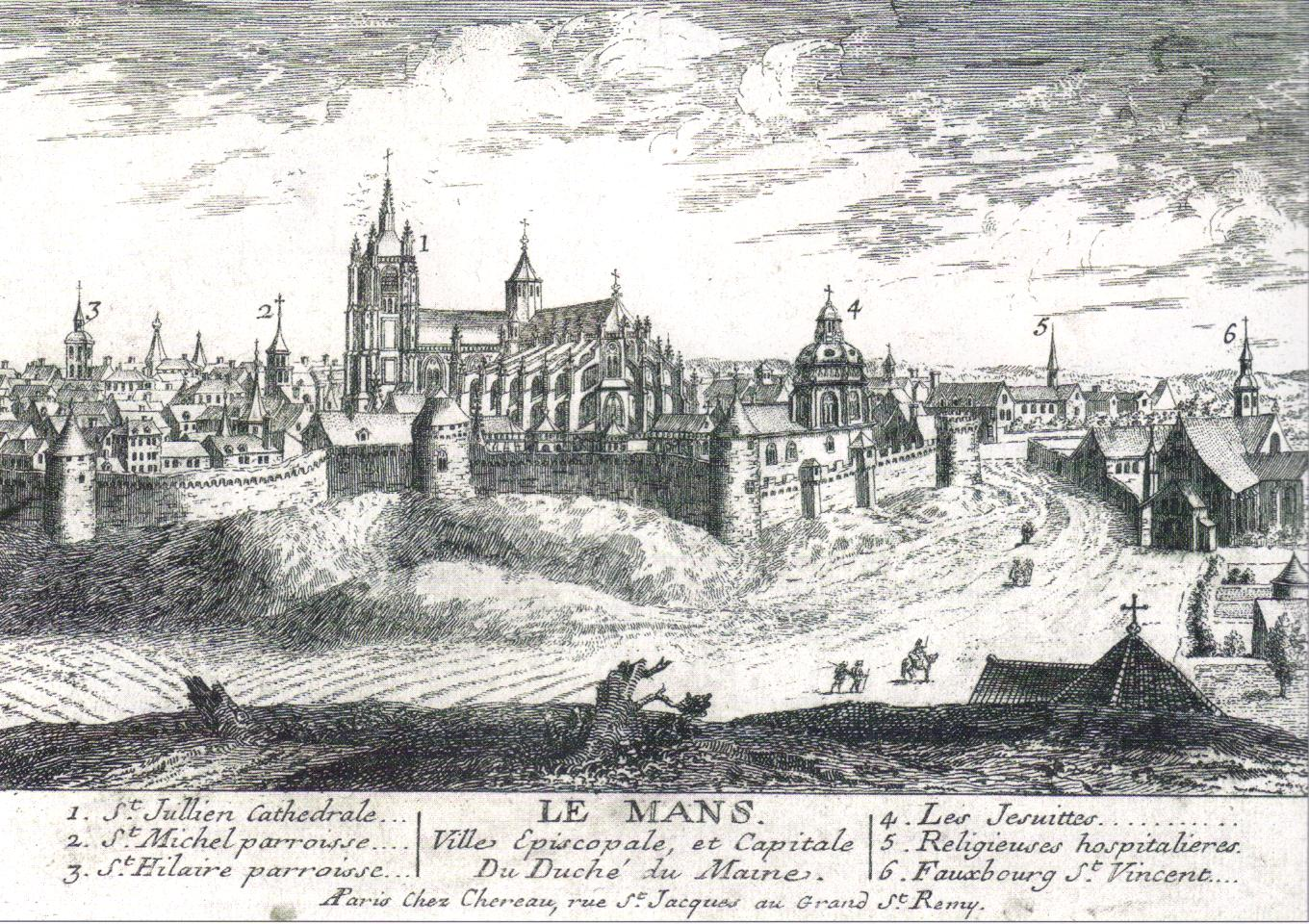
Le Mans rond 1776

Le Mans werd een belangrijke stad in het rijk van het huis Plantagenet; Hendrik II van Engeland (1133-1189) werd in de stad geboren. De stad kreeg bijkomende verdedigingswerken in de 14e en de 15e eeuw. De stad breidde zich ook uit met nieuwe wijken en er kwamen ook nieuwe kloosters.
Na de Honderdjarige Oorlog werd de stad in 1448 een deel van Frankrijk. Tussen de 15e en de 18e eeuw beleefde de stad een economische bloei met de productie van aardewerken beelden, zijde, was en leder. Toch kende de stad ook tegenspoed, zoals de vernielingen tijdens de Hugenotenoorlogen. Le Mans werd een cultureel centrum met dichters als Joachim du Bellay of Pierre de Ronsard.
Tijdens de 19e eeuw kende Le Mans een snelle industrialisatie. De stad werd aangesloten op het spoorwegnetwerk en kreeg als een van de eerste in Frankrijk een elektriciteitsnet. Grote bedrijven ontstonden in Le Mans, zoals de metaalwerken en later de autofabrieken van de familie Bollée en de verzekeringsmaatschappij MMA (Mutuelles du Mans Assurance). Tussen 1855 en 1865 werd het grondgebied van Le Mans uitgebreid door de aanhechting van de voormalige gemeenten Sainte-Croix, Saint-Georges-du-Plain, Saint-Pavin-des-Champs en Pontlieue.
In januari 1871 werd de Slag bij Le Mans uitgevochten tijdens de Frans-Duitse Oorlog, die door het onervaren Franse Armée de la Loire werd verloren.

## Transport
Het station van Le Mans is het voornaamste treinstation van Le Mans. Met de TGV rijd je van dit station naar Parijs in 1 uur. Er zijn ook hogesnelheidsverbindingen met Rijsel, Marseille, Nantes, Rennes en Brest. Le Mans opende een nieuw tramnetwerk op 17 november 2007.

## Sport
De stad is bekend van de 24 uur van Le Mans, de race die sinds 1923 op het 13,65 km lange Circuit de la Sarthe wordt gehouden. De naam van het circuit komt van het departement waar het ligt. Tijdens de race is het de bedoeling om in 24 uur tijd zo veel mogelijk ronden te rijden. De race vindt elk jaar in het tweede weekend van juni plaats. Eerder, in 1906, organiseerde George Durand de eerste grand prix voor automobielen in Le Mans.
Le Mans FC is de professionele voetbalclub van Le Mans en speelt in de Stade Marie-Marvingt. De club speelde enkele seizoenen in Ligue 1, het hoogste Franse niveau.
Le Mans was zeven keer etappeplaats in de wielerkoers Ronde van Frankrijk. In 1988 was de Nederlander Jean-Paul van Poppel er de voorlopig laatste ritwinnaar. Sindsdien startte er alleen in 2011 nog een etappe.

## Geografie
De Sarthe stroomt door de gemeente. De oppervlakte van Le Mans bedroeg op 1 januari 2022 52,81 vierkante kilometer; de bevolkingsdichtheid was toen 2.749,1 inwoners per km².
De onderstaande kaart toont de ligging van Le Mans met de belangrijkste infrastructuur en aangrenzende gemeenten.

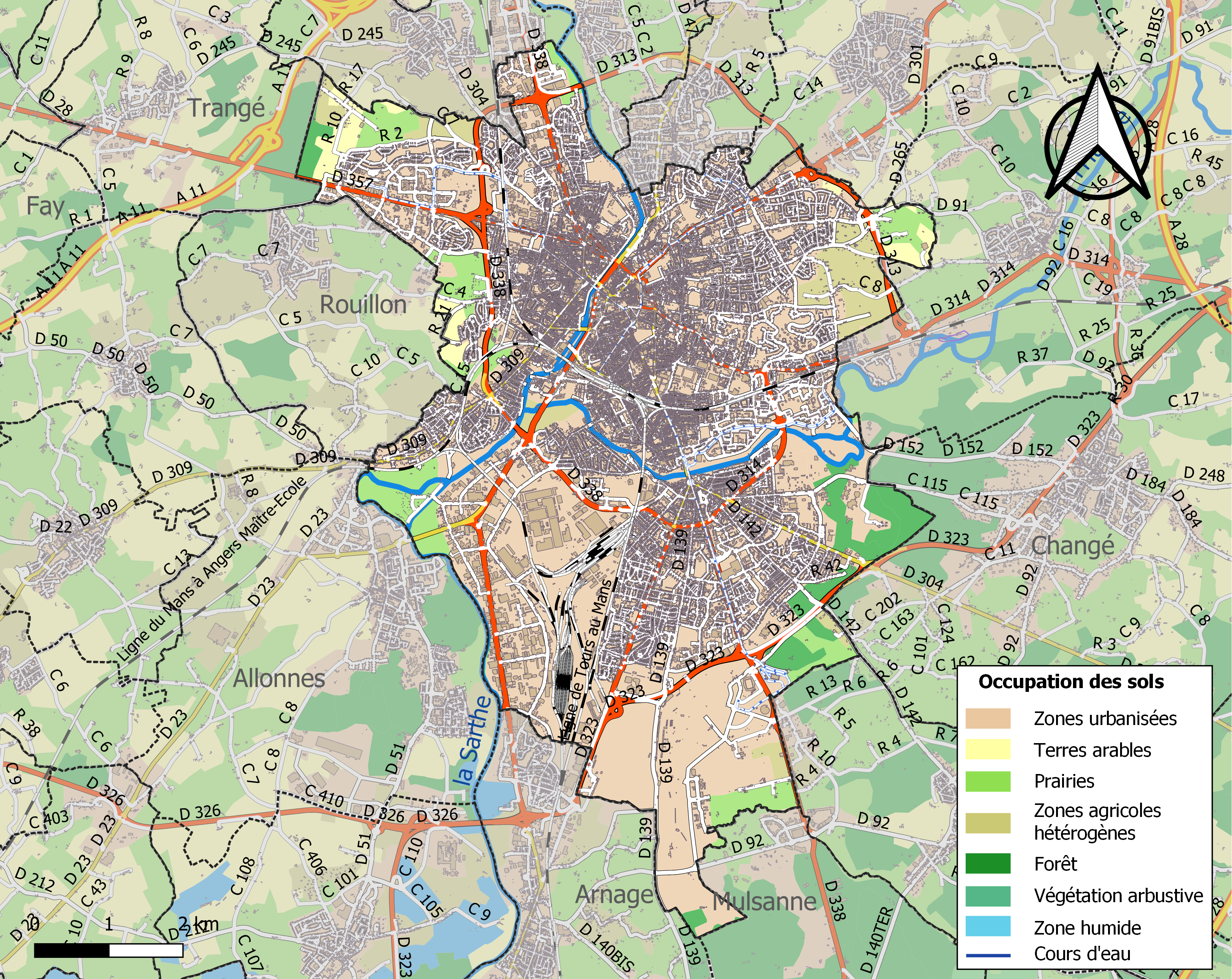

## Demografie
Onderstaande figuur toont het verloop van het inwonertal (bron: INSEE-tellingen).

## Geboren
- Hendrik II van Engeland (1133-1189), koning van Engeland (1154-1189)
- François Ménard de la Groye (1775-1827), wetenschapper
- Arnold Dolmetsch (1858-1940), musicus
- Joseph Caillaux (1863-1944), politicus tijdens de Derde Franse Republiek
- Léon Bollée (1870-1913), constructeur
- Roger de La Fresnaye (1885-1925), kunstschilder en beeldhouwer
- Roger Vercel (1894-1957), schrijver
- François Fillon (1954), politicus
- Antoine Joly (1955), politicus en diplomaat
- Laurent Brochard (1968), wielrenner
- Christelle Daunay (1974), atlete
- Sébastien Bourdais (1979), Formule 1-coureur
- Jimmy Engoulvent (1979), wielrenner
- Jo-Wilfried Tsonga (1985), tennisser
- Mathieu Coutadeur (1986), voetballer
- Benoît Jarrier (1989), wielrenner
- Emma Mackey (1996), actrice
- Alexis Blin (1996), voetballer
- Louis Rouland (2002), wielrenner

## Afbeeldingen

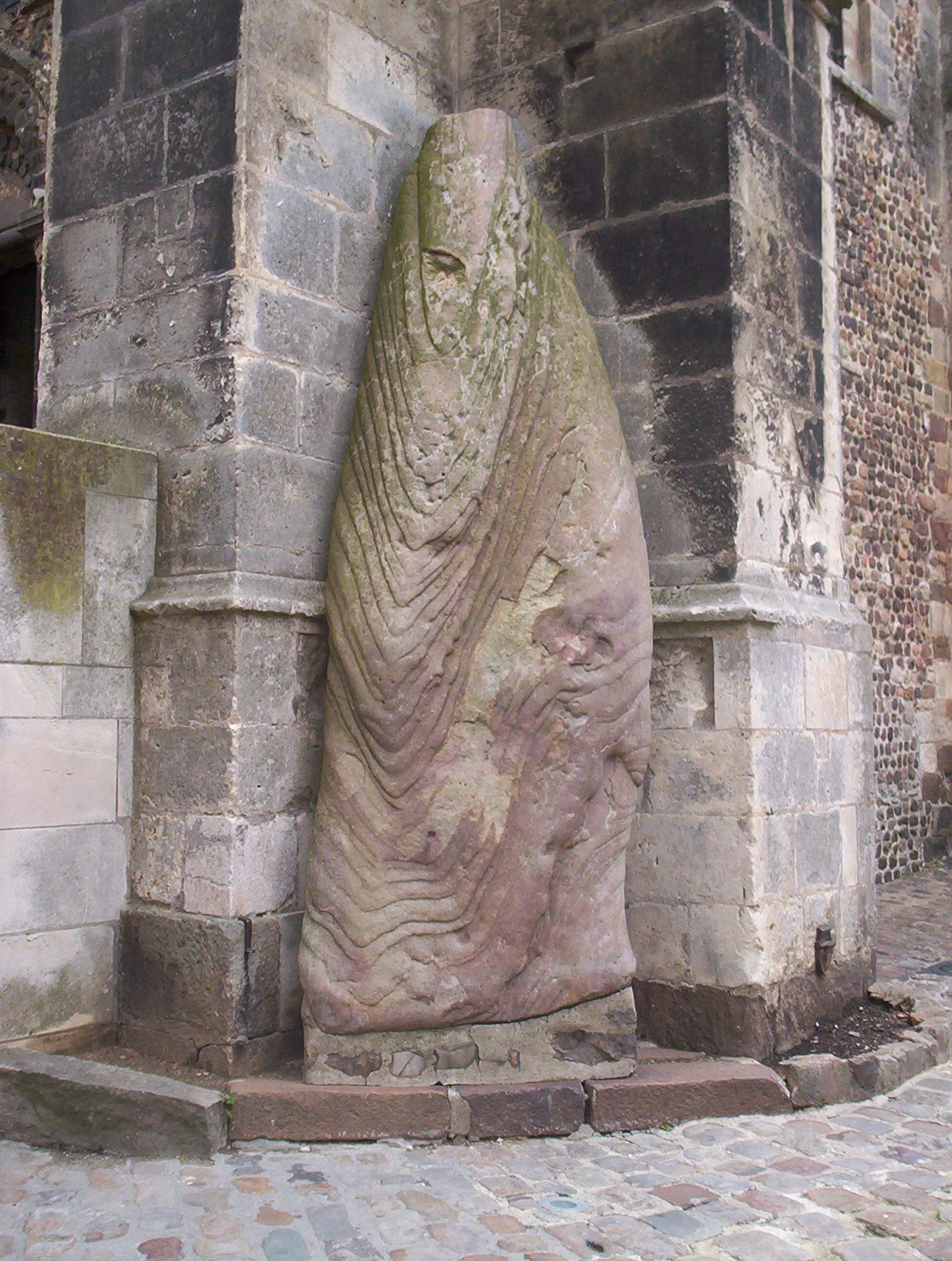
Menhir aan de voet van de Kathedraal
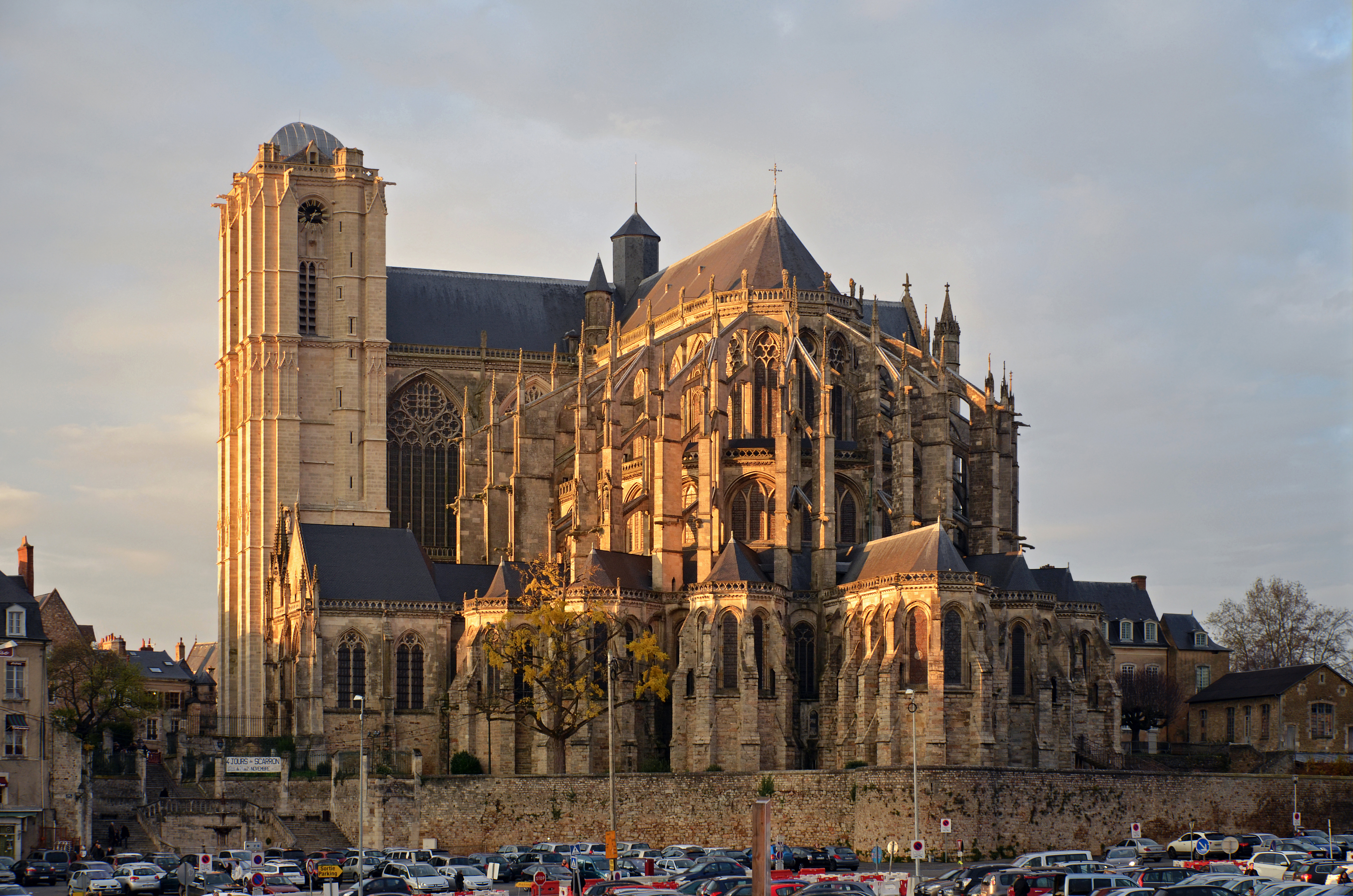
Kathedraal van Le Mans
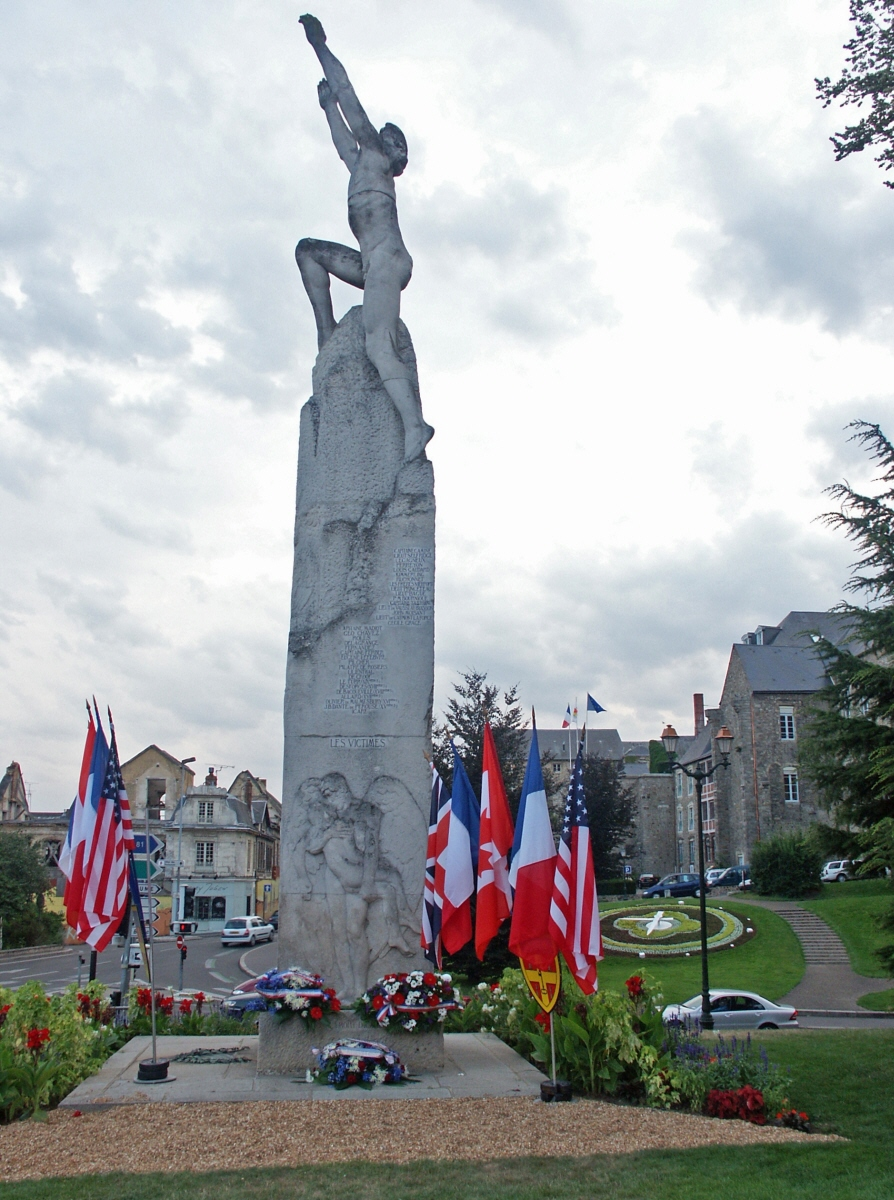
Bevrijdingsmonument
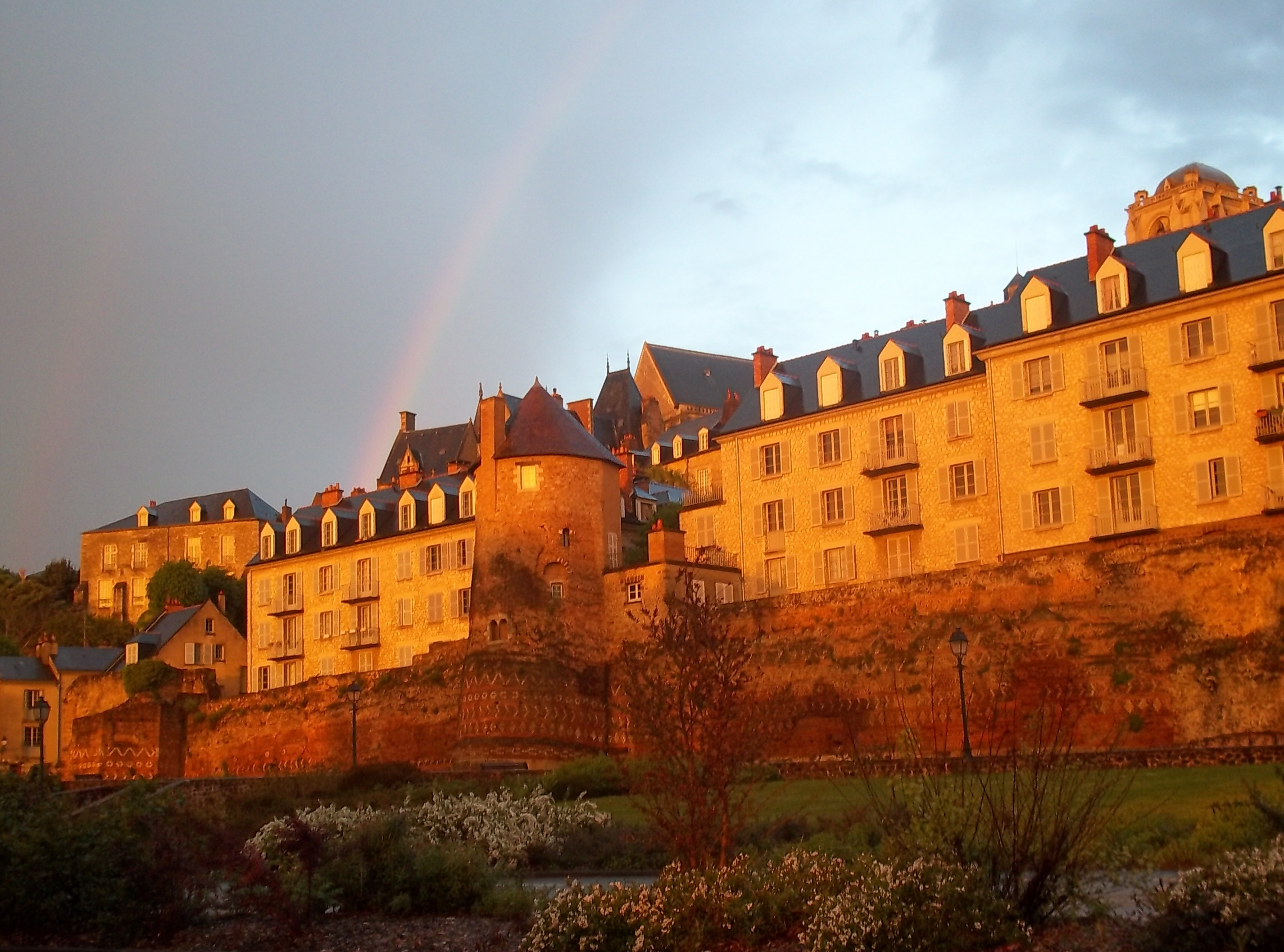
Gallo-Romeinse muur
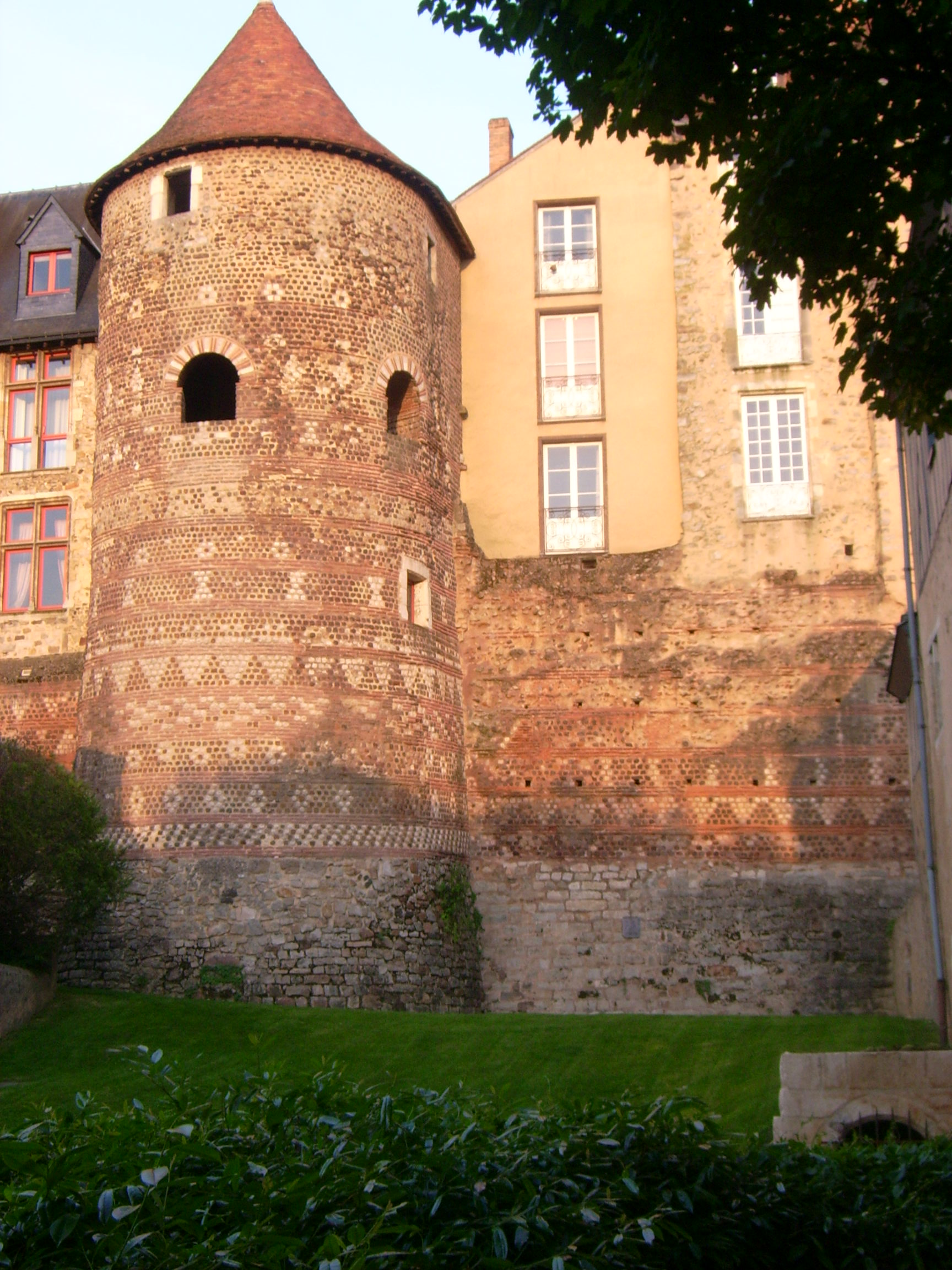
Toren van de muur
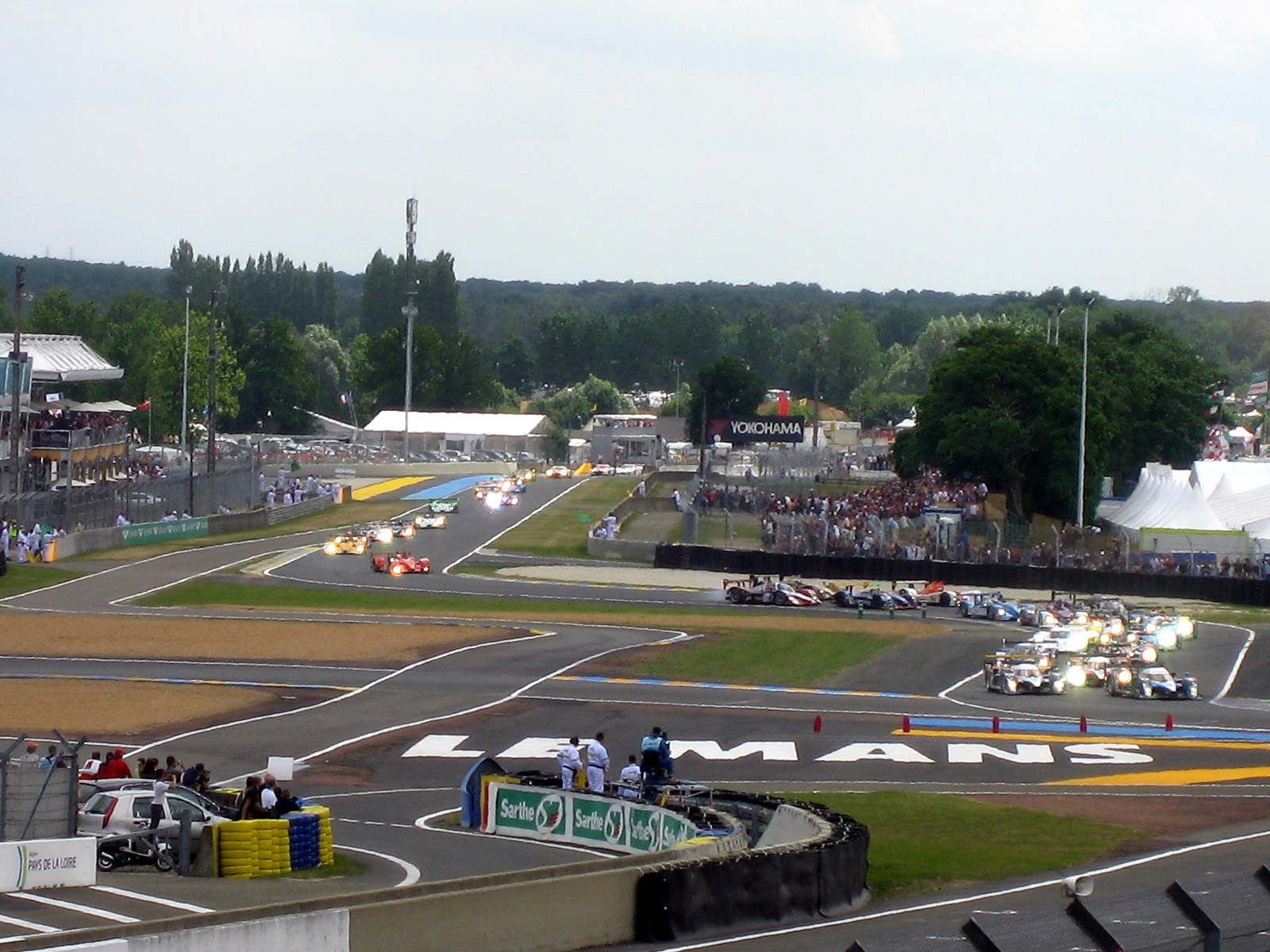
Start van de 24 uurs race in 2008